# Куриловка (Курская область)
Куриловка — деревня в Суджанском районе Курской области. Входит в состав Гончаровского сельсовета.

## География

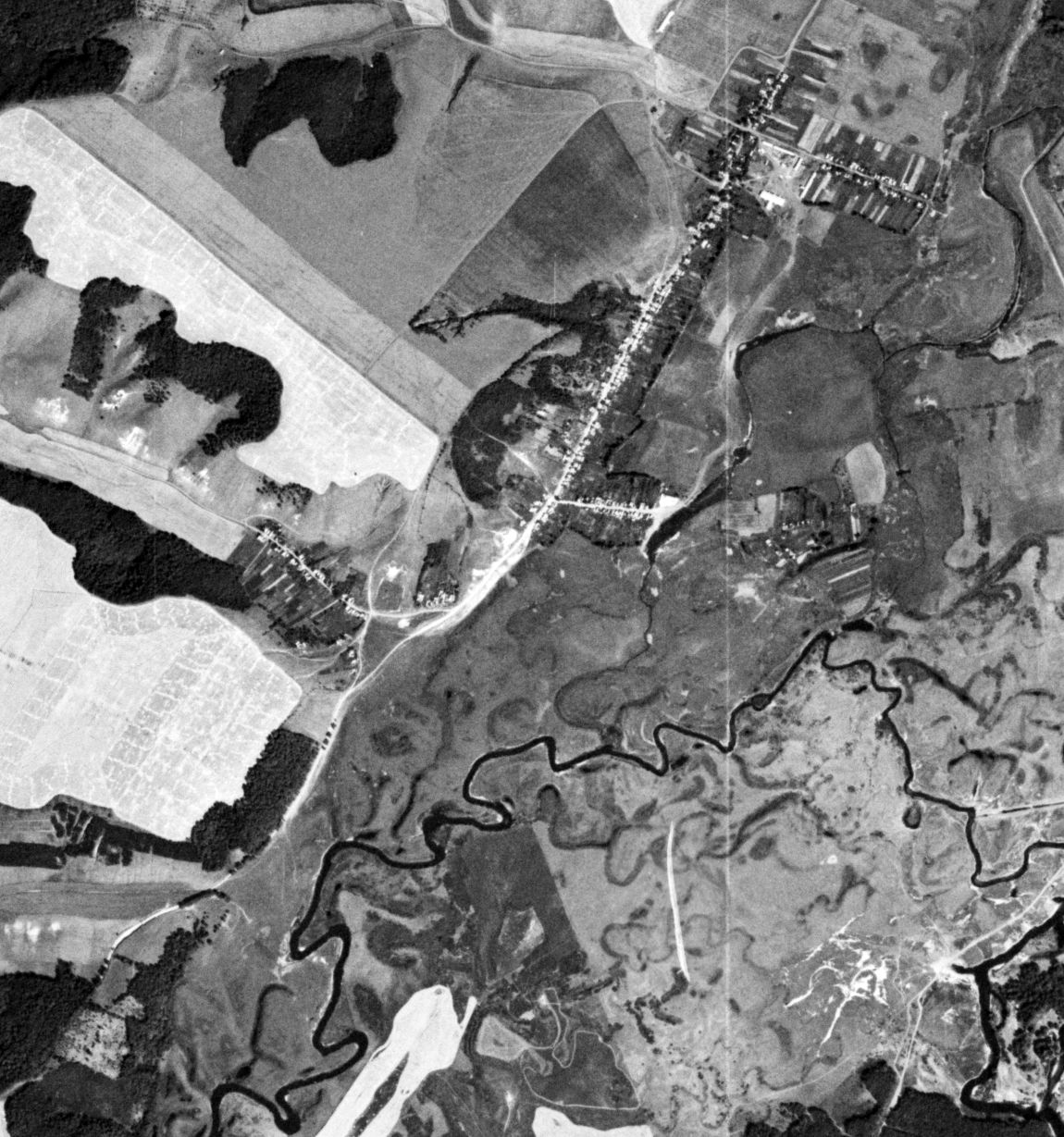
Спутниковая съёмка деревни Куриловка. 1970 год

Деревня находится на реке Суджа в бассейне Псла, в 7 км от российско-украинской границы, в 92 км к юго-западу от Курска, в 5 км к югу от районного центра — города Суджа, в 5,5 км от центра сельсовета — Заолешенка.
Климат
Куриловка, как и весь район, расположена в поясе умеренно континентального климата с тёплым летом и относительно тёплой зимой (Dfb в классификации Кёппена).

## История
7 августа 2024 года, в ходе боёв в Курской области, село было захвачено ВСУ. 5 марта 2025 года, по заявлению военных блогеров, село было освобождено.

## Население
| 2002 | 2010 |
| ---- | ---- |
| 116  | ↘77  |

## Инфраструктура
Личное подсобное хозяйство. В деревне 119 домов.

## Транспорт
Куриловка находится в 7 км от автодороги регионального значения 38К-004 (Дьяконово — Суджа — граница с Украиной), в 6,5 км от автодороги 38К-030 (Рыльск — Коренево — Суджа), в 5,5 км от автодороги 38К-024 (Льгов — Суджа), в 4,5 км от автодороги межмуниципального значения 38Н-609 (Суджа — Гуево — Горналь — граница с Украиной), на автодороге 38Н-611 (38Н-609 — Куриловка), в 7,5 км от ближайшей ж/д станции Суджа (линия Льгов I — Подкосылев).
В 108 км от аэропорта имени В. Г. Шухова (недалеко от Белгорода).

## Достопримечательности
- Усадебный дом Высоцкого[11]